# 张文彻
張文彻（?—?），唐朝至五代時期的官員，曾是被張淮深派去長安的使臣，但並不支持張淮深，是清河張氏的一員。
公元887年，與宋潤盈等人一同被張淮深派去長安請求節度使，因立場不同，引起內訌。後來幫助張承奉奪權。張承奉建立西漢金山國後，封張文彻為宰相、吏部尚書兼御史大夫。張承奉被回鶻人打敗後，失勢。張文彻大約於後梁貞明年間去世。張文彻曾撰有詩歌數首。